# 사후 피임약

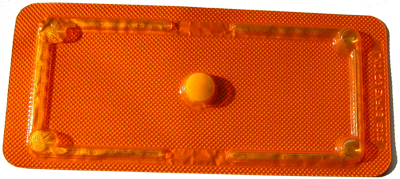

사후 피임약(postcoital contraception)은 응급 피임약(emergency contraception (EC))이라고도 부르며, 성관계를 가진 후 피임을 목적으로 먹는 약을 말한다. 성관계 후 72시간 안에 가급적 빨리 먹어야 피임 효과를 기대할 수 있다. 임신 중에는 금기이며, 착상 후에 효과가 있는 약은 윤리적인 문제로 인해 사후 피임약으로 팔리지 않으므로, 국내 업체인 현대약품의 노레보원정(레보노게스트렐)과 엘라원정(올리프리스탈아세데이트)등 전문 의약품으로 널리 보급되어 있다.

## 종류
사후 피임약은 다음과 같은 종류가 있다.
- 비상 피임 알약 (emergency contraceptive pills, ECPs)은 소위 "다음날 아침 약"(morning-after pill)이라고도 부른다. 배란이나 수정을 막으며, 수정 후에는 배아의 착상을 막아, 배반포를 막는다. 이는 착상 후의 배아를 죽이는 약을 통한 낙태와는 구별된다.
- 자궁 내 장치(intrauterine devices, IUDs)는 일차적인 피임 방법이며, 때로는 비상 피임 방법으로도 쓰인다.

## 논란
- 수정을 막는 약도 부도덕하다는 견해가 있다.
- 수정란을 생명으로 보는 측에서는 착상을 막는 약도 낙태약이라고 본다.
- 성교를 가진 지 며칠 뒤에도 효과가 있는 몇몇약은 수정과 착상을 막을 뿐 아니라 착상된 수정란도 떨어트리는 기능을 한다는 주장이 있다. 사후피임약 제조 회사측에서는 착상된 수정란을 떨어트리는 기능이 있다는 의혹을 부인하였다.